# 26715 South Dakota
26715 South Dakota (2001 HJ) là một tiểu hành tinh vành đai chính được phát hiện ngày 16 tháng 4 năm 2001 bởi R. Dyvig ở Badlands Observatory.